# Kampor
Kampor je naselje na otoku Rabu. Administrativno, naselje pripada gradu Rabu, Primorsko-goranska županija.

## Zemljopisni položaj
Nalazi se u središnjem dijelu otoka.
Najbliže naselje je Supetarska Draga (1 km sjeveroistočno).

## Stanovništvo
Prema popisu stanovništva iz 2001. godine, naselje je imalo 1315 stanovnika.
| broj stanovnika | 386   | 442   | 474   | 475   | 454   | 566   | 566   | 682   | 951   | 966   | 1186  | 1011  | 1109  | 1178  | 1293  | 1173  | 1030  |
|                 | 1857. | 1869. | 1880. | 1890. | 1900. | 1910. | 1921. | 1931. | 1948. | 1953. | 1961. | 1971. | 1981. | 1991. | 2001. | 2011. | 2021. |

## Poznate osobe
- Bernard Antun Barčić, najstariji hrv. svećenik, redovnik franjevac, profesor prirodoslovnih znanosti, romanopisac, prevoditelj i publicist